# Skilandis

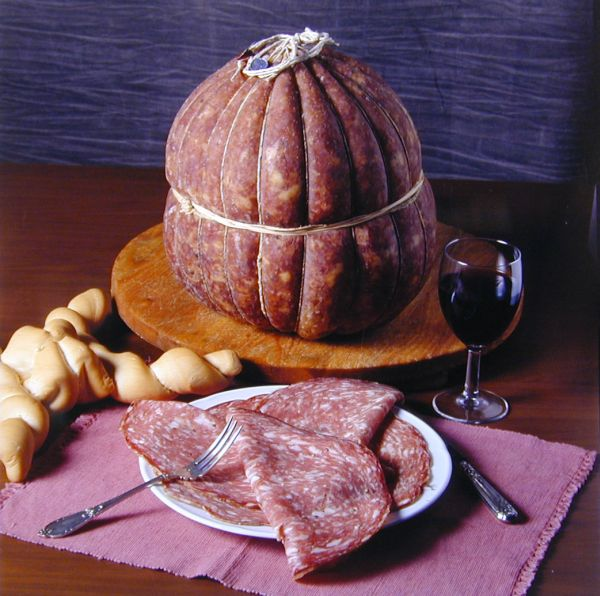
Skilandis.

El skilandis, de vegades nomenat kindziukas, és un estómac de porc farcit amb carn picada mesclada amb all, fumat fred i curat durant molt de temps. És un plat tradicional a Lituània, amb una aroma dolça i força car. No es consumeix tots els dies, essent considerat una delícia. Pot conservar-se durant molt de temps.
El skilandis té l'estatus de Denominació d'Origen Protegida per la Unió Europea.